# Station Renbaan-Achterweg
Station Renbaan-Achterweg was een spoorwegstation in Wassenaar en onderdeel van de Hofpleinlijn. Tussen 1907 en 1912 werd dit station alleen bij paardenrennen op Duindigt gebruikt. Vanaf 1 oktober 1912 werd station Renbaan-Achterweg in de normale dienstregeling opgenomen.
In 1943 werd de spoorlijn naar Scheveningen door de Duitse bezetters gesloten. Station Renbaan-Achterweg werd toen het eindpunt van de Hofpleinlijn. In 1946 werd de naam van het station gewijzigd in Renbaan-Buurtweg. De lijn naar Scheveningen kon pas in 1947 worden heropend omdat de sporen in de oorlog waren opgebroken.
Op 4 oktober 1953 werd het station opgeheven. Het stationsgebouw is afgebroken en op de plaats van het spoorwegtracé loopt tegenwoordig de Landscheidingsweg. Vanaf de Oude Waalsdorperweg naar Scheveningen is de oude baan nu fietspad. 
0: Rotterdam Hofplein ·
1: Rotterdam Bergweg ·
3: Rotterdam Kleiweg (eerder: Schiebroek) ·
4: Rotterdam Wilgenplas ·
5: Berkel en Rodenrijs (eerder: Rodenrijs) ·
6: Berkel ·
8: Pijnacker ·
11: Nootdorp Oost ·
15: Veenweg ·
17: Leidschendam-Voorburg ·
19: Voorburg 't Loo ·
20: Den Haag Laan van NOI ·
22: Den Haag HS ·
22: Den Haag Centraal
Traject naar Scheveningen: 
23: Wassenaar ·
24: Renbaan-Achterweg ·
26: Waalsdorpscheweg ·
27: Wittebrug-Pompstation ·
28: Scheveningen
Alphen a/d Rijn ·
Arkel · 
Barendrecht · 
Bodegraven · 
Boskoop · 
-Snijdelwijk · 
Boven Hardinxveld · 
Capelle Schollevaar · 
De Vink · 
Delft · 
-Campus · 
Den Haag:
-Centraal · 
-HS ·
-Laan van NOI · 
-Mariahoeve · 
-Moerwijk · 
-Ypenburg · 
Dordrecht · 
-Stadspolders ·
-Zuid ·
Gorinchem · 
Gouda · 
-Goverwelle · 
Hardinxveld:
-Blauwe Zoom · 
-Giessendam · 
Hillegom · 
Lansingerland-Zoetermeer · 
Leiden:
-Centraal · 
-Lammenschans · 
Nieuwerkerk a/d IJssel · 
Rijswijk · 
Rotterdam:
-Alexander · 
-Blaak · 
-Centraal · 
-Lombardijen · 
-Noord · 
-Stadion · 
-Zuid · 
Sassenheim · 
Schiedam Centrum · 
Sliedrecht · 
-Baanhoek · 
Voorburg · 
Voorhout · 
Voorschoten ·
Waddinxveen · 
-Noord ·
-Triangel ·
Zoetermeer · 
-Oost · 
Zwijndrecht
Geplande stations:
Gorinchem Noord · Hazerswoude-Koudekerk · Schiedam Kethel
Voormalige stations: zie de lijst van voormalige spoorwegstations in Zuid-Holland